# Proletariatets diktatur

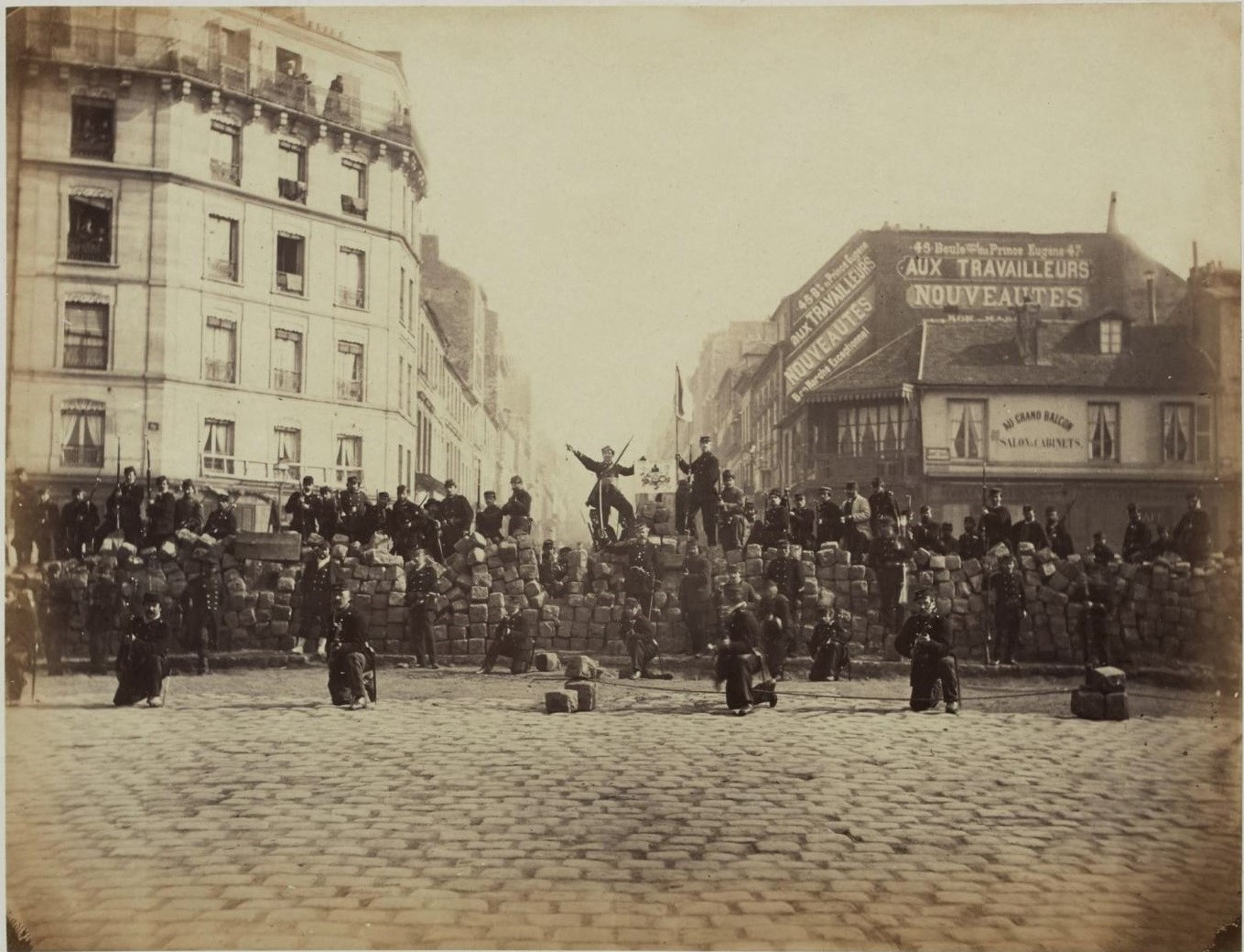
Folket, på barikaderna av Pariskommunen 1871.

Proletariatets diktatur är en term som används av olika socialistiska och marxistiska tänkare och grupper, med delvis olika innebörd.
Termen sägs ofta ha introducerats av den franske revolutionären Louis Auguste Blanqui (1805-1881), men detta ifrågasätts av den socialistiske författaren Hal Draper som i sitt verk Karl Marx revolutionsteori skriver att frasen inte återfinns i Blanquis skrifter.  Under 1840-80-talen fördes bland  revolutionärer en intensiv debatt om proletariatets roll i en socialistisk revolution. Samtidigt användes ordet "diktatur" allmänt av socialister, men utan tydlig gemensam innebörd och värdering. Karl Marx och Friedrich Engels diskuterade den politiska maktens klasskaraktär och för dem var "proletariatets diktatur" liktydigt med arbetarklassens herravälde över staten. Andra, bland andra anhängare till Blanqui, diskuterade formerna för maktutövande och såg "proletariatets diktatur" som en regering ledd av det revolutionära partiet. Efter den ryska revolutionen och inrättandet av marxism-leninism som Sovjetunionens grundläggande ideologi fick "proletariatets diktatur" en snävare betydelse med tonvikt på kommunistpartiets ledande roll i statens beslut och förvaltning.

## Proletariatets diktatur hos Marx och Engels
Efter revolutionsåret 1848 pågick en bred diskussion om vem eller vilka som skulle ha makten i samhället, och ordet diktatur syftade snarare på en energisk och kraftfull maktutövning än på den senare betydelsen som likställt med despotism. När Karl Marx skrev om proletariatets diktatur första gången 1850 fanns det därmed en mängd olika sorters diktaturer i allmänhetens medvetande.

Marx använde ett antal olika benämningar när han skrev om perioden efter en socialistisk revolution. Vanligast var "proletariatets herravälde" (Herrschaft) men han använde också  ”arbetarstat”, ”proletariatets politiska makt”, ”arbetarnas politiska (eller stats-) makt”, och ”proletariatets diktatur”. Han gjorde inte skillnad mellan dessa benämningar utan använde dem synonymt. Marx och Engels gemensamma uppfattning formulerades av Engels 1847 och angavs som i Kommunistiska förbundets stadgar samma år:
| ” | I alla civiliserade länder är proletariatets politiska herravälde ett nödvändigt resultat av demokratin, och proletariatets politiska herravälde är en första förutsättning för alla de kommunistiska åtgärderna | „ |
| – Friedrich Engels, Engels, ”The Communists and Carl Heinzen”, Marx/Engels, Collected Works, band 6, s 299. | |   |

I Kommunistiska manifestet (1848) skriver Marx och Engels:
| ”                                                       | Kommunisternas närmaste mål är detsamma som för alla övriga proletära partier: proletariatets utformning till klass, störtandet av det borgerliga herraväldet och den politiska maktens erövring genom proletariatet. | „ |
| – Karl Marx & Friedrich Engels, Komunistiska manifestet | |   |

Draper tolkar Marx avsikt som att proletariatets klassherravälde skulle uttryckas genom att kontrollera ”statens enväldiga organ” med en majoritet av folkrepresentanter under en allmän rösträtt. Ett proletärt klassherravälde skulle alltså uttryckas genom de demokratiska regeringsinstitutioner som inrättas för att göra kontrollen underifrån så maximal som möjligt. Inom dessa demokratiska institutioner skulle kommunisterna samarbeta med "övriga proletära partier".

Marx använde begreppet ”proletariatets diktatur” första gången 1850, i en rad artiklar som senare återutgavs i bokform med titeln Klasstriderna i Frankrike 1848-1850. Han skriver där att den revolutionära socialismen, som han även kallar kommunism
| ”                                                                                           | ... förklarar att revolutionen är permanent och att proletariatets klassdiktatur är ett nödvändigt genomgångsstadium för klasskillnadernas fullständiga avskaffande, för att avskaffa alla de produktionsförhållanden som de är beroende av, för att avskaffa alla sociala förhållanden som hör i hop med dessa produktionsförhållanden, för att revolutionera alla idéer, som har vuxit fram ur dessa sociala förhållanden. | „ |
| – Karl Marx, Klasstiderna i Frankrike 1848-1850 sid .63-64. Ursprungskällans kursiveringar. | |   |

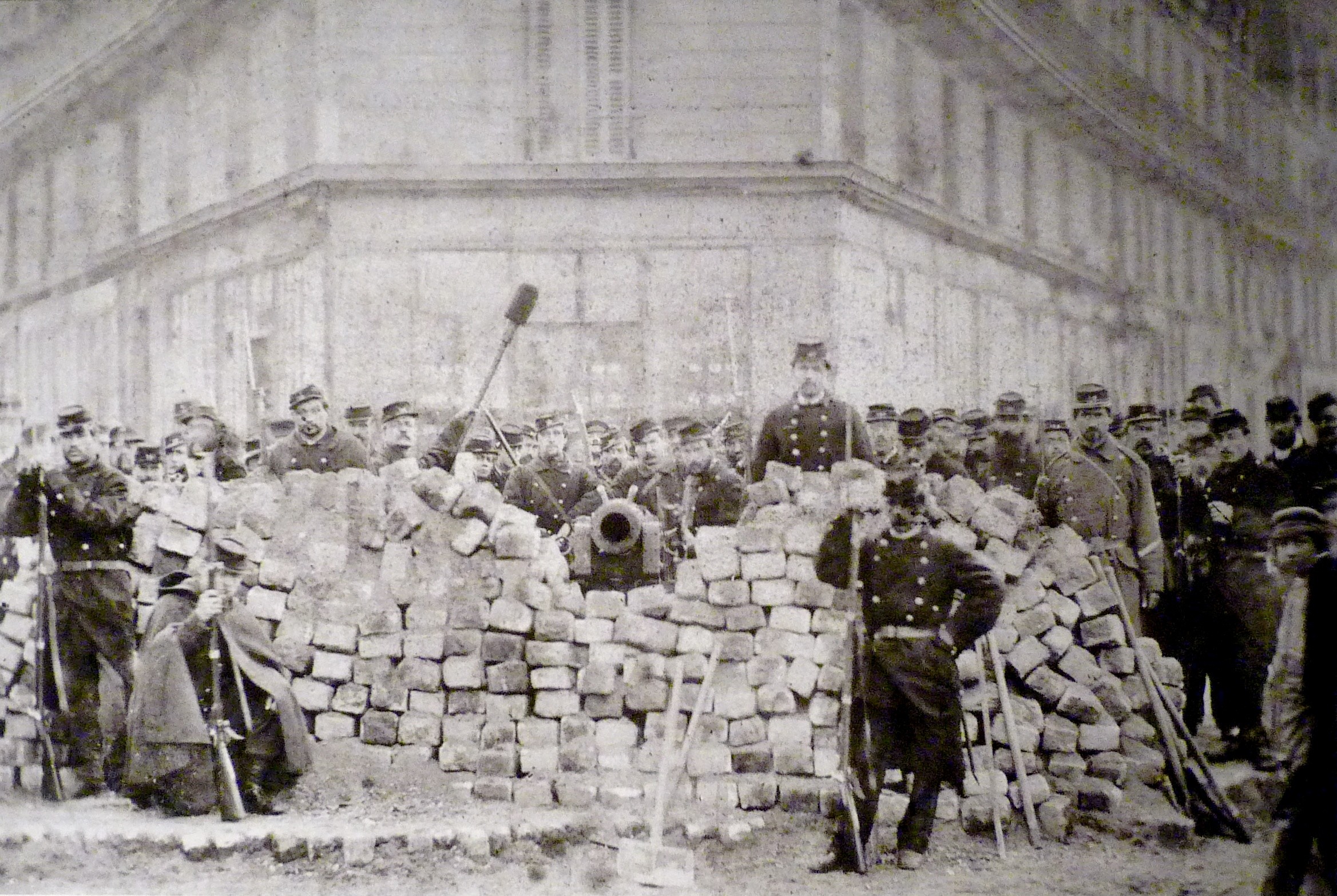
Pariskommunen: Barrikad på hörnet av Boulevard Voltaire & Richard-Lenoir. Folket försvarade stadshuset av det 11th arrondissementet - Bibliothèque historique de la Ville de Paris.

Draper hävdar att Marx under perioden 1850-52 använder ordet "diktatur" i stället för sitt sedvanliga "herravälde" som en del i en debatt där just ordet "diktatur" var centralt. Marx presenterade "proletariatets diktatur" som en klassdiktatur och ett alternativ till den "revolutionära diktatur" som innebar partiets diktatur över proletariatet och som framfördes av andra debattörer och kommunistiska sällskap. En liknande diskussion fördes i samband med Pariskommunen 1871 och i debatten efter dess nederlag. Parollen "proletariatets diktatur" var då vanlig bland de kommunarder som efter kommunens fall emigrerat till England. I Marx skrifter från denna period finns frasen tre gånger, och i Engels skrifter två gånger. Liksom tidigare använde de "proletariatets diktatur" som en beskrivning av den politiska maktens klasskaraktär i motsättning till "bourgeoisins diktatur". "Proletariatets diktatur är helt enkelt liktydigt med "arbetarstat".  De förespråkar ingen specifik organisatorisk form för denna arbetarstat men motsätter sig andra socialisters uppfattning om partiets diktatur som ett förstadium till den folkligt demokratiska regeringen.

Efter Marx död 1883 fortsatte Engels som en viktig aktör inom den socialistiska rörelsen och återutgav en rad av Marx skrifter med egna förord. Han beskriver Pariskommunen  - i citatet nedan kallad "den stora franska revolutionen" - som ett exempel på proletariatets diktatur och likställer detta med en demokratisk arbetarstyrd republik.
| ” | Om någonting är fastslaget, så är det att vårt parti och arbetarklassen bara kan komma till makten i form av den demokratiska republiken. Som den stora franska revolutionen redan har visat är den till och med den specifika formen för proletariatets diktatur. | „ |
| – Friedrich Engels, Engels, ”Critique of the Erfurt Program”, Marx/Engels, Selected Works, band 3, s 434. | |   |

## Lenins syn på proletariatets diktatur
År 1898  det ryska socialdemokratiska arbetarpartiet sin första kongress och blev  den första socialistiska organisationen i världen att ta med ”proletariatets diktatur” i sitt program. Begreppet skrevs in i partiprogrammet av Georgi Plechanov, som vid den tidpunkten kanske var marxismens mest välrenommerade teoretiker utanför Tyskland. Plechanovs syn på "proletariatets diktatur" skiljde sig från den som Marx och Engels fört fram. ”Proletariatets diktatur” skulle vara en speciell sorts arbetarstat eller regim efter revolutionen, en med speciella diktatoriska utmärkande drag. Så som Draper förstår Plechanov skulle det också finnas två egenskaper: upphävande av de demokratiska rättigheterna (”frihet”) för en del av befolkningen; och att diktaturen utövades av det revolutionära partiet  eller av dess ledning. Denna syn överensstämde i grova drag med den som hade blivit dominerande inom den Andra internationalen, trots att Engels innan sin död (1893) hade opponerat sig mot denna tolkning av begreppet.
I samband med den ryska revolutionen 1905 var Vladimir Lenin det ryska partiet viktigaste ledare i exil, men fanns inte på plats i Ryssland för att aktivt delta i revolutionens förlopp. Han förespråkade ett väpnat uppror som, om det segrade, skulle leda till att en provisorisk revolutionsregering tillsattes. Lenin menade att Ryssland inte var moget för proletariatets diktatur och socialism och att denna regering skulle stå för "en proletariatets och bondeståndets demokratiska diktatur". Revolutionsregeringen kom aldrig till stånd, men Lenins formel kom att ligga till grund för all bolsjevikisk propaganda mellan 1905 och 1917. Vad den faktiskt innebar var dock oklart, vilket ledde till oenighet och kontroverser inom bolsjevikpartiet.
Efter februarirevolutionen 1917 presenterade Lenin sina "Aprilteser" med direktiv till bolsjevikpartiet. Han hävdade att "arbetardeputerades sovjeter är den enda möjliga formen för en revolutionär regering" och att det inte är "vår (bolsjevikernas) omedelbara uppgift att 'införa' socialism utan endast att ofördröjligen ställa den samhälleliga produktionen och produkternas fördelning under kontroll av arbetardeputerades sovjeter."  I diskussionen kring teserna förklarade han, i strid mot sin tidigare uppfattning, att bolsjevikernas uppgift var att upprätta en proletär diktatur. Hans tidigare meningsfränder inom partiet hävdade att Ryssland fortfarande inte var moget för proletariatets diktatur och socialism medan den tidigare motståndaren Trotskij konstaterade att Lenin nu intagit den ståndpunkt han själv haft sedan länge. I och med oktoberrevolutionen 1917 kunde boljsevikpartiet under ledning av Lenin börja genomföra sina planer och bilda den stat som så småningom blev Sovjetunionen.   
Lenin menade att proletariatets diktatur (i Ryssland) skulle utövas av arbetarna och böndernas råd (sovjeter). Omtolkningen anses av icke-leninisterna främst vara betingad av att revolutionen i Ryssland enligt den marxistiska "tidtabellen" kom för tidigt, det vill säga innan Ryssland hade industrialiserats, och kapitalismen enligt den marxistiska teorin nått sin högsta fas.[källa behövs]
I Staten och revolutionen (1917) ger Lenin sin tolkning av viktiga begrepp hos Marx och Engels. Lenin skriver att enligt marxistisk teori grundar sig varje prekommunistisk statsmakt på en eller flera klassers förtryck av andra klasser. Statens funktion är att garantera den härskande klassens herravälde. Kapitalismen ses alltså som en bourgeoisiens (borgarklassens) diktatur, där statens funktion är att garantera dess makt med lagar med mera, där det statliga våldsmonopolet (alltså polisen och militären samt säkerhetspolisen) är den yttersta garanten.
Proletariatets diktatur är i Lenins tolkning det samhällsstadium som enligt Karl Marx och Friedrich Engels tar vid direkt efter den socialistiska revolutionen. Översatt till kapitalistiska förhållanden betyder det att proletariatet (folket) fullständigt tar över alternativt raserar den borgerliga staten och bygger upp en ny stat som styrs av folkflertalet. Produktionsmedlen måste tas över av folket och en stat i majoritetens intressen inrättas för att skapa och upprätthålla arbetarklassens herravälde över minoriteten, alltså den del av borgarklassen som finns kvar under protosocialismen. Därefter måste produktionsförhållandena i en medveten strävan förändras för att klasserna ska upphöra att existera. I takt med att klasserna vittrar bort kommer också staten att dö bort i takt med att dess funktioner övertas och utövas direkt av folket (till exempel byggnämnder) eller helt enkelt blir överflödiga (till exempel arbetsdomstolen). När det inte längre finns några klasser finns inte heller staten kvar. Detta stadium kallar marxister för kommunism och uppnås alltså efter det absolut högsta stadiet av socialism.[källa behövs]
Lenin redogör i ett tal på Kominterns 1:a kongress 1919 för skillnaden mellan proletariatets diktatur och andra klassers. Citat från Valda verk i tio band, band 8, Progress, Moskva 1989:
| ” | Proletariatets diktatur liknar andra klassers diktatur genom att den, liksom varje diktatur, framkallats av nödvändigheten att med våld undertrycka motståndet från den klass som håller på att förlora sitt politiska herravälde. Den grundläggande skillnaden mellan proletariatets diktatur och andra klassers diktatur - godsägarnas under medeltiden, bourgeoisins i alla civiliserade kapitalistiska länder - består i att godsägarnas och bourgeoisiens diktatur var ett undertryckande med våld av motståndet från befolkningens överväldigande majoritet, nämligen de arbetande. Proletariatets diktatur är däremot ett undertryckande med våld av utsugarnas motstånd, det vill säga motståndet från befolkningens obetydliga minoritet, godsägarna och kapitalisterna. | „ |

Lenin karaktäriserade den proletära diktaturen som en borgerlig stat utan bourgeoisie och var enligt honom ett samhällsstadium som mer liknar en generalstrejk än socialismen eftersom erövringen av statsmakten i ett land av Lenin sågs som endast en delseger i världsrevolutionen. 
| ”                                               | Proletariatets diktatur är en särskild form av klassförbund mellan proletariatet, det arbetande folkets avantgarde, och de talrika icke-proletära skikten av det arbetande folket (småbourgeoisin, småföretagarna, bönderna, de intellektuella osv.) eller majoriteten av dessa skikt, ett förbund mot kapitalet, att fullständigt undertrycka bourgeoisins motstånd liksom dess försök att återupprätta sitt välde, ett förbund i syfte att slutgiltigt upprätta och konsolidera socialismen. Det är ett särskilt sorts förbund, som tar form i en speciell situation, nämligen under ett häftigt inbördeskrig, det är ett förbund mellan fasta anhängare av socialismen och deras vacklande förbundna, ibland "neutrala" (i vilket fall förbundet istället för ett kampförbund blir en överenskommelse om neutralitet); ett förbund mellan ekonomiskt, politiskt, socialt och andligt olika klasser. | „ |
| – Vladimir Lenin, Collected Works vol 29, s 381 | |   |

| ” | Det revolutionära proletariatets diktatur är styre vunnen och bevarad genom proletariatets bruk av våld mot bourgeoisien, ett styre som är oinskränkt av lagar. De exploaterades stat måste fundamentalt skilja sig från en sådan stat; den måste vara en demokrati för de exploaterade, och ett sätt att slå ned exploatörerna; och nedslagandet av en klass innebär ojämlikhet för denna klass, dess exkluderande från "demokratin". Proletariatet kan inte uppnå segern utan att bryta bourgeoisiens motstånd, utan att med våld slå ned dess motståndare, och där "motstånd slås ner", där finns ingen "frihet", där finns, naturligtvis ingen demokrati. Och om ni exploatörer försöker erbjuda motstånd till vår proletära revolution ska vi hänsynslöst slå ner det; vi ska ta ifrån er alla rättigheter; mer än så, vi ska förvägra er bröd, för i vår proletära republik kommer exploatörerna inte att ha några rättigheter, de skall förmenas eld och vatten, för vi är uppriktiga socialister och inte socialister av Scheidemanns och Kautskys sort. | „ |

[källa behövs]